# Un beso de Dick
Un beso de Dick es la primera novela del escritor colombiano Fernando Molano Vargas, publicada por primera vez en 1992. La trama sigue la historia de Felipe y Leonardo, dos adolescentes colombianos y compañeros de secundaria que se enamoran y empiezan una relación amorosa, la misma que luego es puesta a prueba por las personas a su alrededor. La obra explora desde el contexto de la homosexualidad masculina temáticas como el amor, el deseo erótico y la muerte.
Es considerada una obra pionera dentro de la narrativa LGBT colombiana por su abordaje de una relación entre personajes del mismo sexo en que prima la ternura y la felicidad de los personajes en lugar de la tragedia. También es considerada una obra de culto y el libro más famoso de Molano.

## Argumento
Felipe es un muchacho de dieciséis años que va a la secundaria en el Bogotá de principios de la década de 1990. Durante los recreos y en su tiempo libre ama jugar fútbol junto a sus amigos, entre los que está Leonardo, de quien Felipe está secretamente enamorado y por quien siente una fuerte atracción erótica. Tras asistir juntos a fiestas e incluso tener una pelea, Felipe descubre que Leonardo también estaba enamorado de él, lo que los lleva a iniciar una relación amorosa.
Ambos se vuelven inseparables, pero un día un celador del colegio los encuentra besándose. Cuando el padre de Felipe se entera, estalla en un ataque de rabia y lo golpea. Luego de recuperarse, Felipe descubre que su tía había llegado de visita, lo que lo hace temer que su padre planeara enviarlo a Medellín a vivir con ella. Sin embargo, Felipe pronto descubre que su tía en realidad apoyaba su relación con Leonardo y ella decide llevarlo a reencontrarse con él. En el último capítulo, Felipe y Leonardo pasan la tarde juntos, más seguros que nunca de su amor.

## Personajes principales
- Felipe Valencia Arango: Es el protagonista y narrador de la obra, un adolescente colombiano de 16 años que cursa el noveno grado de secundaria y ama jugar fútbol con sus compañeros. Es descrito en la novela como un muchacho ingenuo, pero bastante curioso e inquisitivo, por lo que constantemente se cuestiona sobre temáticas como el amor, la libertad individual y la reacción de la sociedad hacia la homosexualidad. Desea dirigir una película, cuya trama describe como una historia romántica en que la tragedia se interpone entre los protagonistas.[11][7][3]

- Leonardo: Es el amigo por el que Felipe se siente atraído y posteriormente su novio. Al igual que a él, le encanta jugar fútbol, aunque además ama la literatura, en particular de autores clásicos como Miguel de Cervantes y Charles Dickens. En la novela, es descrito en varios pasajes como una persona nostálgica y a veces triste. Debido a sus amplios conocimientos, se presenta en varias facetas como un guía para Felipe,[12] quien se siente fuertemente atraído por las muestras de afecto de Leonardo que le hacen sentir una connotación de pertenencia hacia él.[13]

- Hugo: Fue un amigo de Felipe que falleció cuatro años del inicio de la trama, pero cuyo recuerdo vuelve a su memoria en repetidas ocasiones debido al amor que sentía por él. Aparece desde la primera oración de la novela, como una remembranza del protagonista. El personaje está inspirado en Hugo Molina, también conocido como Diego, pareja sentimental de Molano que falleció años antes de que este escribiera la novela.[14]

## Escritura y análisis
El proceso de escritura de la obra le tomó a Molano alrededor de siete meses y se desarrolló desde finales de 1989 a principios de 1990. La trama está narrada en primera persona desde el punto de vista de Felipe, a través de monólogos internos y corriente de conciencia. Además de temáticas como el amor, el deseo homoerótico y la muerte, la obra explora temas como el machismo y la falta de libertad de los adolescentes en sociedades patriarcales, hecho que se ve representado en el padre de Felipe y la violencia que ejerce sobre él en la segunda parte de la obra.
A diferencia de otras novelas LGBT del siglo XX, en Un beso de Dick, Molano muestra a una pareja homosexual que rompe los estereotipos de la época al ser atléticos, amantes de los deportes y mostrarse contrarios a acciones en extremo sentimentales, que ellos califican como «mariconerías». La atracción sexual entre los protagonistas, de hecho, se ve incrementada por la práctica de actividades vistas en la época como «masculinas». El autor Adrián Melo, señala como otra diferencia el énfasis de la obra en retratar la historia desde la ternura, el erotismo y los momentos felices en lugar de la tragedia.
La prosa de Molano es sencilla y describe de forma directa los encuentros sexuales entre los protagonistas. De acuerdo al académico Daniel Giraldo, estas descripciones toman en la obra la forma de interludios poéticos, por lo que la novela también podría ser entendida como un conjunto de poemas entrelazados por secciones narrativas. Un ejemplo del estilo de la obra puede verse en el siguiente fragmento, en que Felipe describe a Leonardo:

Pero él se ve tan bello así… Si yo creo que me enamoré de él por eso: porque tiene una cara que parece que anduviera siempre de nostalgia…: con esos ojos tan grandes y rellenitos de pestañas… Y uno lo ve, y uno tiene miedo de que, si lo toca, él se va a poner a llorar; pero entonces uno lo mira así, y él sale con una sonrisa: porque casi siempre se la pasa alegre. ¡Y eso es tan rico! […] Y así me pasa con Leonardo: que yo sólo lo miro y me da una alegría de esas que yo quisiera saber en dónde es que siento la felicidad para tocármela…

La obra está dedicada a Diego Molina, pareja sentimental de Molano y quien había fallecido tiempo atrás debido a complicaciones de salud causadas por el sida. Además de la dedicatoria, la novela referencia a Diego desde sus primeras páginas a través de la evocación del personaje de Hugo (que además era el verdadero nombre de Diego), el amigo del protagonista a quien este amaba y que falleció antes del inicio de la trama. Tras la muerte de Diego, Molano fue quien escribió el epitafio en su tumba, donde incluyó versos del poema «Partir», del escritor colombiano Héctor Ignacio Rodríguez.
La importancia de Diego en la novela también fue enfatizada por el escritor Héctor Abad Faciolince, quien en el prólogo de la tercera edición de la obra afirmó que la escritura de Un beso de Dick fue probablemente una forma de Molano de prolongar la vida de su pareja. De acuerdo a Abad, la figura de Diego continuaría siendo de vital importancia en las obras posteriores de Molano: el poemario Todas mis cosas en tus bolsillos (1997) y la novela póstuma Vista desde una acera (2012), con las que su primera novela formó una suerte de trilogía en que la figura de Diego siempre estuvo presente.

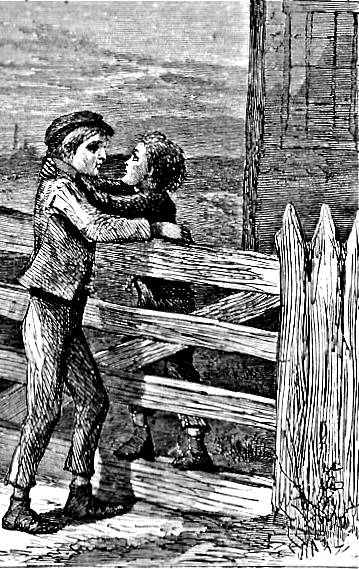
Ilustración de la edición de 1867 de Oliver Twist que retrata la despedida entre Oliver y Dick, escena que inspiró el título de la novela.

El título de  Un beso de Dick está inspirado en una escena de la novela Oliver Twist (1837), del autor británico Charles Dickens. En dicha obra, el personaje de Dick le da un beso a Oliver al momento de despedirse de él, ante la pena de ver a su amigo marcharse con destino a Londres y sabiendo que él mismo posteriormente fallecería. En su novela, Molano indica, en relación con esta escena:

Supongo que nadie recordará esa escena. Al menos, no como la recuerdo yo. Porque, claro, sólo yo tengo mi corazón. Y supongo que, si alguien la leyó, sólo habrá visto a dos niños diciéndose adiós (…) Yo vi otra cosa: dos niños que se besaban, dos niños que se querían.

## Publicación
La obra ganó el premio de la Cámara de Comercio de Medellín en 1992. De acuerdo a un artículo publicado por el diario El Tiempo el 26 de julio del mismo año, Molano habría afirmado que, dados sus pocos recursos económicos, utilizaría el dinero del premio para comprarse zapatos y una grabadora, además de para ir varias veces al cine, adquirir libros e invitar a sus amigos a tomar unas cervezas.
Debido a la temática del libro, la editorial de la Cámara de Comercio de Medellín eligió como portada para la primera edición un acercamiento al rostro del ángel que aparece en la pintura Virgen de las rocas, de Leonardo da Vinci, que aunque es mencionada en la novela, fue escogida por la editorial para no dar información en la portada sobre el contenido de la misma. La editorial recibió aun así varias cartas de protesta de personas que se quejaban de las «vulgaridades» que incluía el libro. Aunque esta edición no tuvo una gran circulación, la novela comenzó a distribuirse de forma directa, por medio de fotocopias entre sus fanáticos, y adquirió con los años el estatus de obra de culto.
En una entrevista televisiva tras su publicación, Molano afirmó, en referencia a cómo quisiera que la novela fuera recordada:

Yo me imagino esta novela leída... que espero ojalá fuese leída dentro de tres siglos cuando el amor entre dos personas del mismo sexo no tuviese nada de censurable. Supongo que se descubrirían ciertos valores que aspiro haber dejado en la novela independientes del asunto gay.

## Recepción y legado
El escritor y periodista colombiano Héctor Abad Faciolince, quien fue parte del jurado que le otorgó en 1992 el premio de la Cámara de Comercio de Medellín a Un beso de Dick, aseveró en 2005, en relación con su opinión inicial tras haber leído la novela:

Era una pequeña joya gracias también a sus imperfecciones, pues en ellas se revelaba la espontaneidad, la frescura, la falta de artificios y la franqueza literaria de quien la había escrito. No quiere decir esto que el escritor que en ese libro se transparentaba fuera un bisoño, un autodidacta sin lecturas, un escribidor silvestre. No. Al lado de la ingenuidad y la espontaneidad de fondo, había también alguien con cultura, un lector sensible que sabía distinguir el oro de la escoria, y alguien para quien la literatura y la vida estaban felizmente relacionadas.

La escritora Andrea Mejía, en una reseña publicada en el diario El Tiempo en 2019, elogió la emoción de la novela y la sencillez del lenguaje empleado por Molano, además de calificarla de «celebración de la amistad, de lo inescapable de la vida, lo más doloroso y lo más bello». La reseña de la revista Semana, escrita por Luis Noriega, se refirió de forma positiva a la novela y destacó la forma de Molano de abordar el idilio entre los dos jóvenes. Noriega también afirmó que, en los años tras su publicación, la obra no había perdido «nada de su originalidad y (…) nada de su fuerza y de su ternura».
Andrés Gómez Quevedo, del sitio web OnCubaNews, se expresó así mismo de forma positiva de la novela y afirmó que lloró ante la ternura del final y que la incluiría en la lista de libros que lo han «marcado». Entre los aspectos que alabó se encuentra el desarrollo de la relación de los personajes.
La novela fue adaptada al teatro por una agrupación escénica de la Universidad de Antioquia. La versión teatral estuvo en escena por más de diez temporadas. En Bogotá, la presentación se realizó en el Teatro Barraca.